# 別列尼科耶 (頓涅茨克州)

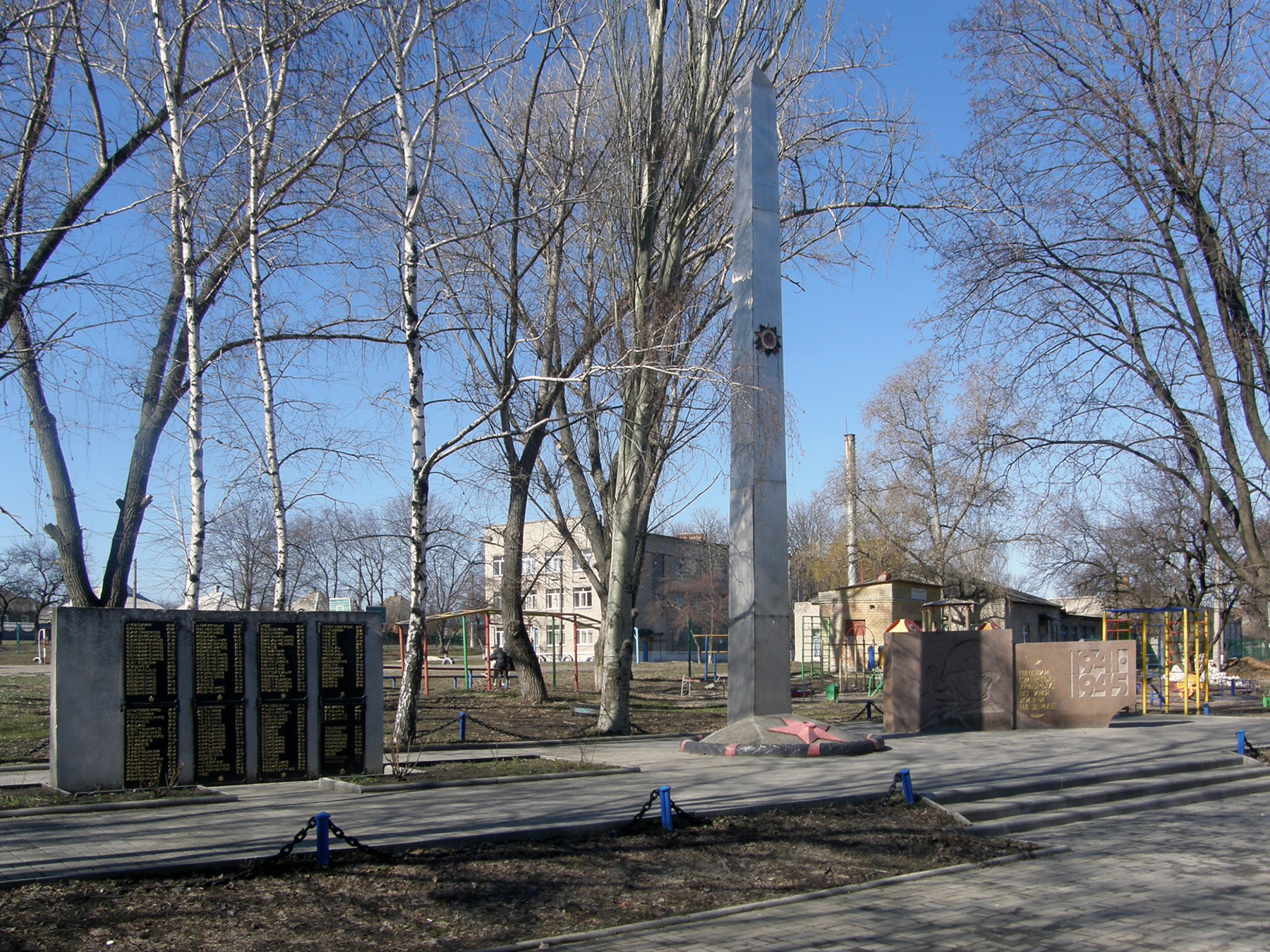
战士纪念碑

比伦凱（烏克蘭語：Біленьке），或按俄語名譯别列尼科耶（羅馬化：Belen'koye），是烏克蘭東部頓涅茨克州克拉马托尔斯克区克拉马托尔斯克市镇的鎮。距離克拉馬托爾斯克6公里，面積14.37平方公里，海拔高度87米，2013年人口9,402，人口密度每平方公里654人。